# Lanier-universiteit

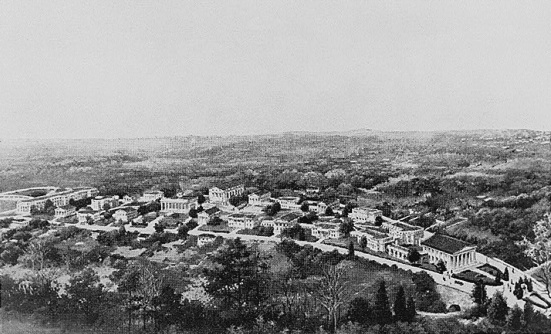
De oorspronkelijke plannen voor de Lanier-universiteit. Slechts het meest rechtsliggende gebouw, de Arlington Hall, is afgebouwd.

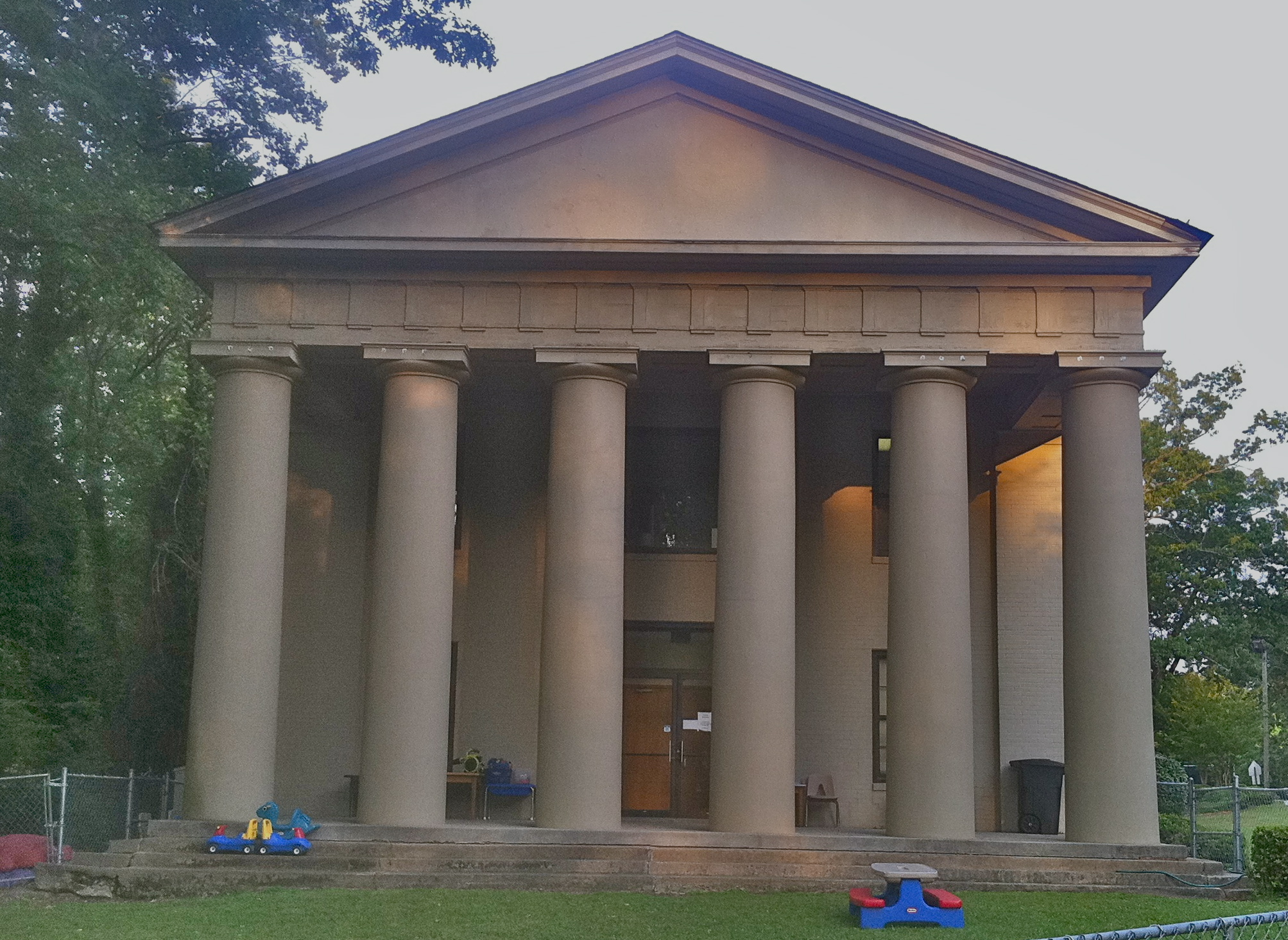
De voormalige Arlington Hall, tegenwoordig de Canterbury School.

De Lanier-universiteit (Engels: Lanier University), vernoemd naar de dichter Sidney Lanier, was een universiteit in de buurt Morningside/Lenox Park in Atlanta in de Amerikaanse staat Georgia. De universiteit heeft kortstondig bestaan, van 1917 tot 1922. Van 1921 tot 1922 werd de universiteit bestuurd door de Ku Klux Klan.
Charles Lewis Fowler, een voormalige Baptistische predikant, stichtte de Lanier-universiteit in 1917. Oorspronkelijk hoopte hij op financiering van de Coca-Cola-magnaat Asa Candler, maar in plaats daarvan ontving hij financiële steun van de Georgia Baptist Association. De Lanier-universiteit zou de allereerste Baptistische school in Georgia worden die zowel mannen als vrouwen aannam. De architect A. Ten Eyck Brown ontwierp een nieuwe campus in Morningside gelegen op een maanvormige strook land. Aan het begin van deze strook land, gelegen aan de University Drive en de Spring Valley Lane, zou een replica van het Custis-Lee landhuis in Arlington, Virginia, komen. Nadat dit gebouw werd afgeleverd werd het de Arlington Hall gedoopt.
De universiteit verkeerde continu in financieel zwaar weer; dit had als gevolg dat de universiteit in 1921 werd verkocht aan de Ku Klux Klan. Deze laatstgenoemde organisatie bestierde de universiteit voor iets minder dan een jaar. De universiteit werd tijdens deze periode geleid door Nathan Bedford Forrest II, de kleinzoon van de gelijknamige generaal. De universiteit sloot voorgoed op 1 september 1922. Al de bij de universiteit horende onroerende goederen werden in oktober van datzelfde jaar verkocht.
In 1949 kocht de Shearith Israel-congregatie, toentertijd nog gevestigd in de wijk Summerhill van Atlanta, de voormalige universiteit van Walter E. King. De universiteit werd omgevormd tot een synagoge. De levensomstandigheden in Summerhill waren omstreeks deze tijd verslechterd vanwege de aanleg van een grote verbindingsweg dwars door de wijk, en velen van de in de wijk wonende Joden verhuisden naar Morningside.
Vanaf 2009 is de Canterbury School gevestigd in de Arlington Hall. De synagoge is gevestigd in de achtergelegen gebouwen, meer naar het oosten.